# Casti connubii
Casti connubii, en español, dignidad del casto matrimonio, es la 17.ª encíclica del papa Pío XI, del 31 de diciembre de 1930, en ella trata sobre el matrimonio y ratifica cuando había escrito anteriormente el papa León XIII en la Arcanum divinae sapientiae sobre la dignidad y sacralidad de ese sacramento, examinando algunos de los errores contemporáneos en esta materia.

## Contenido de la encíclica
En la presentación de la encíclica, tal referirse a los destinatarios, indica el tema de la encíclica; "Del matrimonio cristiano, en especial de sus necesidades, errores y vicios en las presentes condiciones de la sociedad y la familia",
Se inicia después el extenso texto de esta encíclica (54 páginas en el Acta Apostolicae Sedis), con estas palabras:

Casti connubii quanta sit dignitas, ex eo maxime dignosci potest, Venerabiles Fratres, quod Christus Dominus, Aeterni Patris Filius, carne lapsi hominis assumpta, non solum amantissimo illo consilio, quo universam nostri generis instaurationem peregit, hoc quoque societatis domesticae atque adeo humanae consortionis principium et fundamentum peculiari quadam ratione complecti voluit; sed illum etiam, ad pristinam divinae institutionis integritatem revocatum, ad verum et «magnum» Novae Legis Sacramentum evexit, eiusque propterea disciplinam curamque totam Ecclesiae Sponsae Suae commisit.
Cuán grande sea la dignidad del casto matrimonio, principalmente puede colegirse, Venerables Hermanos, de que habiendo Cristo, Señor nuestro e Hijo del Eterno Padre, tomado la carne del hombre caído, no solamente quiso incluir de un modo peculiar este principio y fundamento de la sociedad doméstica y hasta del humano consorcio en aquel su amantísimo designio de redimir, como lo hizo, a nuestro linaje, sino que también lo elevó a verdadero y gran sacramento de la Nueva Ley, restituyéndolo antes a la primitiva pureza de la divina institución y encomendando toda su disciplina y cuidado a su Esposa la Iglesia.
Casti connubii, incipit

Para alcanzar esa restitución del matrimonio a su original naturaleza es necesario recordar las enseñanzas que al respecto nos entregó Jesús; por otra parte, se comprueba que por muchas personas se desconoce la santidad del matrimonio, y se difunden errores que deben rechazarse, por esto -afirma el Papa- siguiendo las huellas de su predecesor, León XIII, quiere recordar las enseñanzas sobre el matrimonio, empezando por afirmar:
- "el matrimonio no fue instituido ni restaurado por obra de los hombres, sino por obra divina"
- "sus leyes no pueden estar sujetas al arbitrio de ningún hombre, ni siquiera al acuerdo contrario de los mismos cónyuges".
- "no se realiza sin el libre consentimiento de ambos esposos [...] pero está totalmente fuera de los límites de la libertad del hombre la naturaleza del matrimonio",[3]

Tras esta introducción se continúa la exposición a lo largo de tres apartados

### I Doctrina católica sobre el matrimonio
La exposición de la doctrina de la Iglesia sobre el matrimonio sigue las enseñanzas de San Agustín, que identifica los tres bienes del matrimonio: "la prole, la fidelidad y el sacramento". Al hablar de los hijos el Papa recuerda

Dios, además, quiere que sean engendrados los hombres no solamente para que vivan y llenen la tierra, sino muy principalmente para que sean adoradores suyos, le conozcan y le amen, y finalmente le gocen para siempre en el cielo.
Casti connubii, AAS vol. XXII, p. 544.

Una consideración que permea toda la encíclica. Se refiere después a la unidad e indisolubilidad del matrimonio relacionando esta propiedad con la exigencia de la castidad conyugal y al deber de santidad que alcanza como es lógico a los casados, como a cualquier hombre o mujer.  Explica además, que el bien del sacramento se relaciona tanto con esa indisolubilidad como a la elevación y consagración que Cristo ha hecho del contrato matrimonial.

### II Errores contemporáneos sobre el matrimonio
Pío XI manifiesta el dolor que siente al ver cómo la institución del matrimonio es ultrajada

se pone en ridículo la santidad del matrimonio, mientras los divorcios, los adulterios y los vicios más torpes son ensalzados o al menos presentados bajo tales colores que parece se les quiere presentar como libres de toda culpa y de toda infamia [...] tales cosas nada tienen, en verdad, de aquella moderna cultura de la cual tanto se jactan, sino que son nefandas corruptelas que harían volver, sin duda, aun a los pueblos civilizados, a los bárbaros usos de ciertos salvajes.
Casti connubii, AAS vol. XXII p. 556 y 558.

Analiza después los principales errores que atentan contra los bienes del matrimonio. En cuanto a la prole cuando se busca evitarla viciando el acto conyugal, rechazando así el fin primario del matrimonio -la generación de la prole-, pues los fines secundarios -el auxilio mutuo, el fomento del amor recíproco y la sedación de la concupiscencia- son legítimos, pero siempre que quede a salvo la naturaleza intrínseca del acto conyugal y, por tanto, su subordinación al fin primario.
Condena así mismo el aborto, lamentándose de que la legislación de algunos países coopere a ese crimen, renunciando al deber que tiene las autoridades públicas de velar por la vida de los inocentes. Se refiere también a las relaciones extramatrimoniales, o la pretendida emancipación de la mujer que, en realidad no es tal, pues tal como la proponen algunos suponen una "corrupción del carácter propio de la mujer y de su dignidad de madre". La introducción del divorcio en algunas legislaciones ofende al sacramento, en este sentido el Papa recuerda la doctrina de la Iglesia sobre el matrimonio civil y los matrimonios mixtos.

### III Remedios para evitar esos errores
Identificados esos errores, la encíclica pasa a exponer el modo de remediarlos. Ante todo, resulta necesario recordar la necesidad de "volver a conformarse con la razón divina que (como enseña el Doctor Angélico) es el ejemplar de toda rectitud", esto llevará a considerar atentamente la razón divina del matrimonio, y atender a las enseñanzas de la Iglesia en esta materia, no solo en las declaraciones solemnes, sino también en el magisterio ordinario, proporcionando a los fieles la formación de mente y voluntad para vivir esas enseñanzas.
Se hace además necesaria una reforma de la sociedad civil pues

como sabiamente dispuso Nuestro predecesor León XIII, establezca un régimen económico y social en el que los padres de familia puedan ganar y procurarse lo necesario para alimentarse a sí mismos, a la esposa y a los hijos, según las diversas condiciones sociales y locales, "pues el que trabaja merece su recompensa". Negar ésta o disminuirla más de lo debido es gran injusticia y, según las Sagradas Escrituras, un grandísimo pecado; como tampoco es lícito establecer salarios tan mezquinos que, atendidas las circunstancias y los tiempos, no sean suficientes para alimentar a la familia.
Casti connubii AAS vo.XXII, pp. 586-587.

Junto a esto es preciso que la legislación, lejos de cohonestar con situaciones que dañan el matrimonio disponga

leyes justas relativas a la fidelidad conyugal, al mutuo auxilio de los esposos y a cosas semejantes, y que se cumplan fielmente; porque, como comprueba la historia, la salud de la república y la felicidad de los ciudadanos no puede quedar defendida y segura si vacila el mismo fundamento en que se basa, que es la rectitud del orden moral y si está cegada por vicios de los ciudadanos la fuente donde se origina la sociedad, es decir, el matrimonio y la familia.
Casti connubii AAS vo.XXII, pp. 589.

Termina Pío XI implorando a Dios las gracias necesarias para que se robustezca la fuerza y la caridad de los corazones para vencer los peligros que se ciernen sobre el matrimonio y la familia; impatiendo con esos deseos la bendición apostólica a los obispos, clero y pueblo fiel.